# Cyclometopum amboinense
Cyclometopum amboinense är en insektsart som beskrevs av Frederick Arthur Godfrey Muir 1913. Cyclometopum amboinense ingår i släktet Cyclometopum och familjen Derbidae. Inga underarter finns listade i Catalogue of Life.